# لیگ ۱ ۲۴–۲۰۲۳
لیگ ۱ ۲۴–۲۰۲۳ که به دلایل حمایت مالی با نام لیگ ۱ اوبر ایتس نیز شناخته می‌شود، هشتاد و ششمین فصل لیگ ۱ به عنوان رقابت‌های برتر فوتبال در فرانسه است. این مسابقات در ۱۱ اوت ۲۰۲۳ آغاز شده و در ۱۸ مه ۲۰۲۴ به پایان خواهد رسید. تیم پاریسن ژرمن مدافع عنوان قهرمانی این مسابقات است.

## تیم‌ها
در مجموع هجده تیم در فصل ۲۰۲۳-۲۴ لیگ ۱ شرکت می کنند. در ژوئن ۲۰۲۱، LFP با اکثریت قاطع در مجمع عمومی خود رای داد تا لیگ ۱ را به ۱۸ باشگاه برای فصل ۲۰۲۳-۲۰۲۴ با سقوط به ۴ تیم و صعود دو تیم، بازگرداند.  از لیگ ۲ پس از ۲۰۲۲-۲۳.

### تغییرات
لو آور و متس (که پس از چهارده و یک سال غیبت به لیگ برتر بازمی‌گردند) پس از کسب رتبه اول و دوم در ۲۳–۲۰۲۳ لیگ 2 صعود کردند. به ترتیب.  جایگزینی اکسر، آژاکسیو (هر دو پس از یک سال حضور در لیگ برتر سقوط کردند)، تروا و Angers (به پایین سقوط کردند)  به ترتیب دو و هشت سال در لیگ برتر) به 2023–24 لیگ 2 سقوط کردند.
به عنوان بخشی از قالب اصلاح شده لیگ قهرمانان اروپا، از این فصل، چهار باشگاه در لیگ ۱ به جای سه باشگاه قبلی، واجد شرایط هستند.  سه تیم برتر به مرحله لیگ و تیم چهارم به مرحله سوم مقدماتی راه خواهند یافت.
| از 2022–23 لیگ 2 | به 24–2023 لیگ 2      |
| ---------------- | --------------------- |
| Le Havre Metz    | Auxerre Troyes Angers |